# Camponotus cotesii
Camponotus cotesii é uma espécie de inseto do gênero Camponotus, pertencente à família Formicidae.